# Miss Trans Global
Miss Trans Global é um concurso de beleza internacional anual para mulheres transgênero. O evento é transmitido ao vivo em vários canais de redes sociais de Londres, na Inglaterra. Ganhou força na defesa dos direitos transgênero, aumentando a consciencialização sobre a cultura queer e as preocupações LGBT, principalmente em países onde a transfobia e a homofobia são prevalentes. O concurso de beleza se apresenta como um espaço seguro para mulheres transgênero compartilharem suas experiências em discursos, shows de talentos e apresentações artísticas.
Mela Habijan, das Filipinas, venceu a primeira edição do Miss Trans Global, em 12 de setembro de 2020. Sruthy Sithara da Índia venceu a segunda edição.
A atual miss é Laura Pereira, da Itália, que foi coroada em 31 de março de 2025, em Londres.

## História
O concurso foi fundado por Miss Sahhara, uma ativista transgênero e rainha da beleza que também organizou o Queen of Nations, outro concurso de beleza para mulheres transgênero, realizado no Reino Unido há 13 anos. Segundo Sahhara, ela e sua equipe pensaram em realizar a 10ª edição do Queen of Nations (em 2017) em formato online. Em vez disso, decidiram lançar um novo concurso de beleza em plataformas digitais voltado para a defesa, a educação e o empoderamento transgênero. Queriam criar um espaço inclusivo e acessível para que todas as mulheres transgênero de diversas origens pudessem se expressar em um palco internacional sem saírem de suas casas.
Segundo Miss Sahhara, "o Miss Trans Global foi concebido em 2017 e realizado durante o isolamento social de 2020. Nossas comunidades ao redor do mundo frequentemente ficam presas em casa com familiares transfóbicos ou ficam sem-teto devido à rejeição familiar. Muitas de nós somos incompreendidas em casa e marginalizadas pela sociedade. Além disso, temos oportunidades limitadas de renda. Por isso, decidimos ajudar a resolver alguns desses problemas engajando nossa comunidade global online por meio do Concurso Digital Miss Trans Global".
A equipe organizadora inclui Sally Adams, advogada de mídia e entretenimento, Rica Paras, profissional de tecnologia da informação, e Imanni Da Silva, modelo, artista, apresentadora de televisão e ativista social.

### A exclusão de mulheres trans dos concursos de beleza femininos
Em 2019, a vencedora do concurso de beleza transgênero Anita Green entrou com uma ação contra o Miss United States LLC com base em discriminação de identidade de gênero. Green tentou participar do Miss Estados Unidos após participar do Miss Terra Estados Unidos, mas foi recusada devido à regra que estabelece que apenas 'mulheres natas' podem participar. Um tribunal federal rejeitou o caso.
O processo judicial constantemente usava o gênero errado para se referir a Green e palavras depreciativas para invalidar sua identidade de gênero. O Miss Estados Unidos afirma que permitir que mulheres transgênero participem da competição "minaria sua visão" e sua "mensagem de empoderamento feminino biológico". John T. Kaempf, advogado do concurso elogiou a rejeição do processo de Green e afirmou que o concurso "não é anti-transgênero". Segundo ele, o Miss Estados Unidos quer realizar um concurso apenas para mulheres biológicas. Além disso, ele disse que o Miss Estados Unidos acredita que podem haver concursos para cada tipo de mulher: Miss Negra EUA, Miss Nativa Americana ou Miss Transgênero.
Anita Green acredita que a regra do Miss Estados Unidos diz que mulheres transgênero não são mulheres. O que é uma mensagem muito prejudicial.
Este caso trouxe à tona a discriminação contra pessoas transgênero que continua a acontecer nos setores público e privado; o que muitas pessoas desconhecem.

### Sucesso recente
Desde 2012, o Miss EUA, uma franquia do Miss Universo, permite mulheres transgênero em seu concurso. A primeira representante estadual transgênero do concurso foi Kataluna Enriquez, vencedora do Miss Nevada EUA. Enriquez foi jurada na primeira edição do Miss Trans Global.

## Objetivo
A premissa do Miss Trans Global é "revolucionar os concursos de beleza" ao incluir mulheres transgênero e aumentar a conscientização sobre questões trans. Muitas das concorrentes são também ativistas dos direitos transgêneros, lutando contra a violência transfóbica, incluindo violência doméstica, discriminação e assassinatos de mulheres transgênero em todo o mundo. Yunieski Carey Herrera, coroada Miss Trans Global em 2019, foi assassinada por seu parceiro em 17 de novembro de 2020, em Miami, Flórida.

## Advocacy
As 5 principais vencedoras do Miss Trans Global trabalham como porta-vozes de questões transgênero e LGBT em todo o mundo; o que fazem em estreita colaboração com organizações ativistas como TransValid, TransBeauty Magazine, TransGriot, para educar pessoas cisgênero e inspirar pessoas transgênero. A organização coordena uma iniciativa chamada 'Para Mulheres Trans por Mulheres Trans', onde um grupo internacional de mulheres transgênero se reúne para aumentar a consciencialização sobre questões de suas comunidades locais.
Segundo os organizadores, o Miss Trans Global “não é sobre um rosto bonito e um corpo perfeito”, mas sim “sobre ativismo, caridade e inteligência”.
O concurso se considera um espaço digital e físico para que mulheres transgênero de diferentes origens possam partilhar suas experiências vividas através da produção e publicação de conteúdos digitais, sob a orientação da organização.

## Concurso e seleção das vencedoras

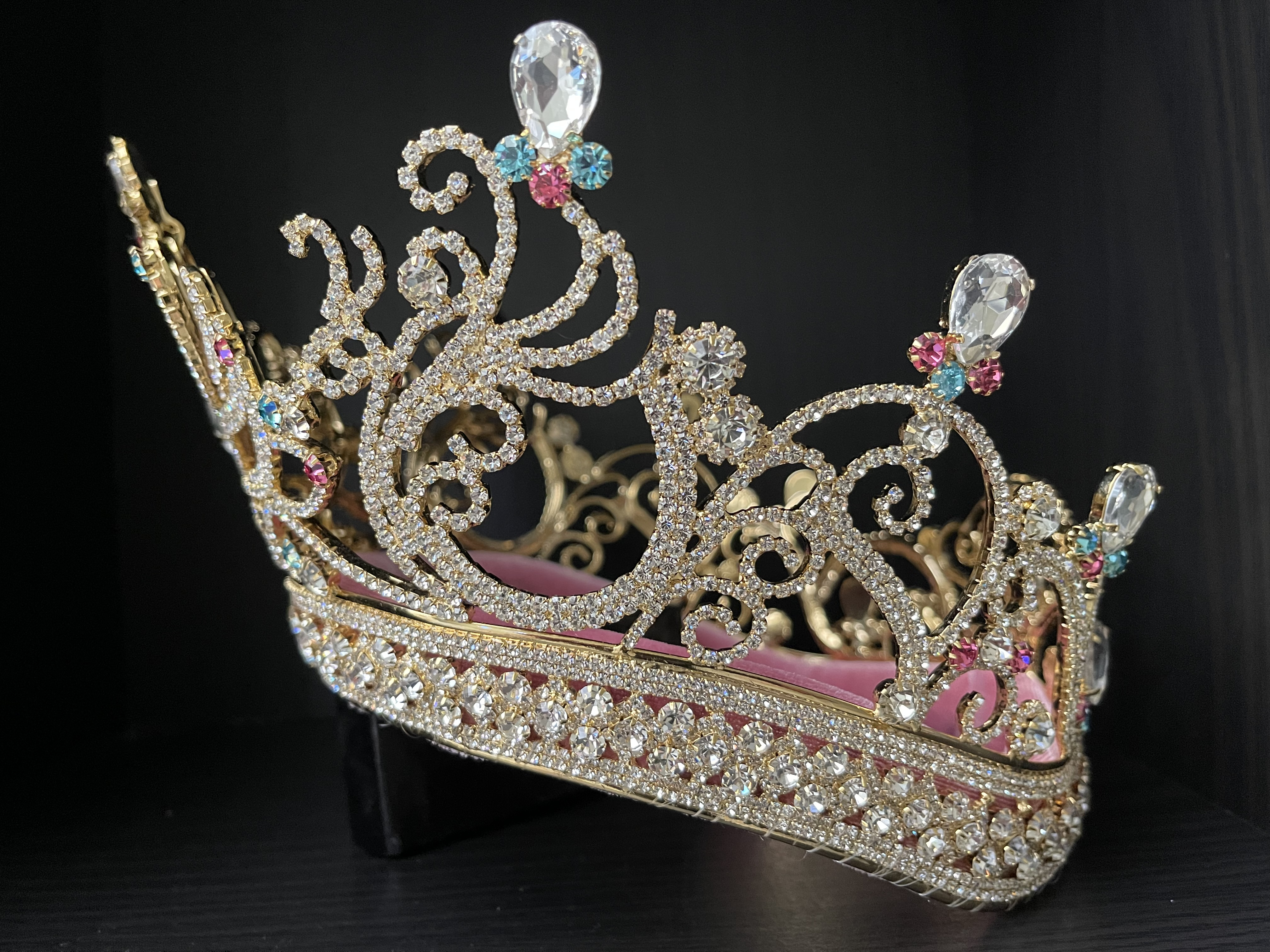
A Coroa da Rainha Empoderada é a coroa oficial da Miss Trans Global desde 2020 até o presente

As organizadoras da competição a descreveram como "o futuro do concurso de beleza trans internacional", devido à sua acessibilidade e facilidade de participação. As competidoras executam as diversas tarefas em casa e enviam vídeos às juradas. As vencedoras são selecionadas com base nas pontuações atribuídas pelos juízes.

### Formato da competição
As competidoras recebem um desafio criativo uma vez por semana. Elas filmam e produzem um vídeo de inscrição de acordo com as regras e diretrizes estipuladas pelas diretoras do concurso. Os juízes então revisam suas performances e dão notas às competidoras.

### Julgamento
As juradas são ativistas transexuais experientes e rainhas de concursos de beleza que lutaram pelos direitos dos transexuais em seus vários países.

### Títulos
Miss Trans Global e seus títulos de vice-campeã, a saber:
- Rainha Global, Miss Trans Global
- Rainha Diamante, Miss Trans Global Diamante
- Rainha Safira, Miss Trans Global Safira
- Primeira Princesa Global, Rainha Continental
- Segunda Princesa Global, Rainha Continental

A definição de rainha da organização é uma mulher transgênero que usa sua voz em prol dos que não têm voz e alguém que se casa com a ambição de ajudar a comunidade transgênero marginalizada.

## Evento inaugural
A competição inaugural, que ocorreu em 12 de setembro de 2020, se concentrou em pessoas transgênero que sofrem em isolamento por causa da pandemia de COVID-19. Incluiu participantes de países do mundo todo. A Srta. Mela Franco Habijan, das Filipinas, tornou-se a primeira vencedora da competição. A cerimônia de coroação foi transmitida ao vivo pelo YouTube e pelo Facebook.
As juradas inaugurais do concurso foram:
- Monica Roberts, defensora dos direitos transgêneros e jornalista nos Estados Unidos, que faleceu em 5 de outubro de 2020;[61]
- Candi Stratton, comissária de bordo, rainha de beleza e defensora dos direitos dos transgêneros;
- Michelle Ross, diretora-fundadora da CliniQ Counselling and Wellbeing;
- Kataluna Enriquez, Miss Nevada EUA e estilista;[62]
- Victoria Maxima Caram, diretora executiva da Miss Trans Star International;
- Amanda Uzoma McQueens, fundadora da Friends in Diaspora for Friends in África.[60][24][23]

## Misses
| Edição | País        | Titular do título   | Título Nacional              | Local da Competição                      | Finalistas |
| ------ | ----------- | ------------------- | ---------------------------- | ---------------------------------------- | ---------- |
| 2025   | Italy       | Laura Pereira       | Miss Trans Global Itália     | Teatro Rhoda McGaw, Londres, Reino Unido | 10         |
| 2024   | France      | Kevhoney Scarlett   | Miss Trans Global França     | Teatro Rhoda McGaw, Londres, Reino Unido | 10         |
| 2023   | Thailand    | Sarocha Akaros      | Miss LGBT Tailândia          | Teatro Rhoda McGaw, Londres, Reino Unido | 10         |
| 2022   | Brazil      | Natasha Cardoso     | Miss Trans Global Brasil     | Evento virtual, Londres, Reino Unido     | 6          |
| 2021   | India       | Sruthy Sithara      | Senhorita Trans Global Índia | Evento virtual, Londres, Reino Unido     | 16         |
| 2020   | Philippines | Mela Franco Habijan | Miss Trans Global Filipinas  | Evento virtual, Londres, Reino Unido     | 18         |

### Galeria das vencedoras do Miss Trans Global

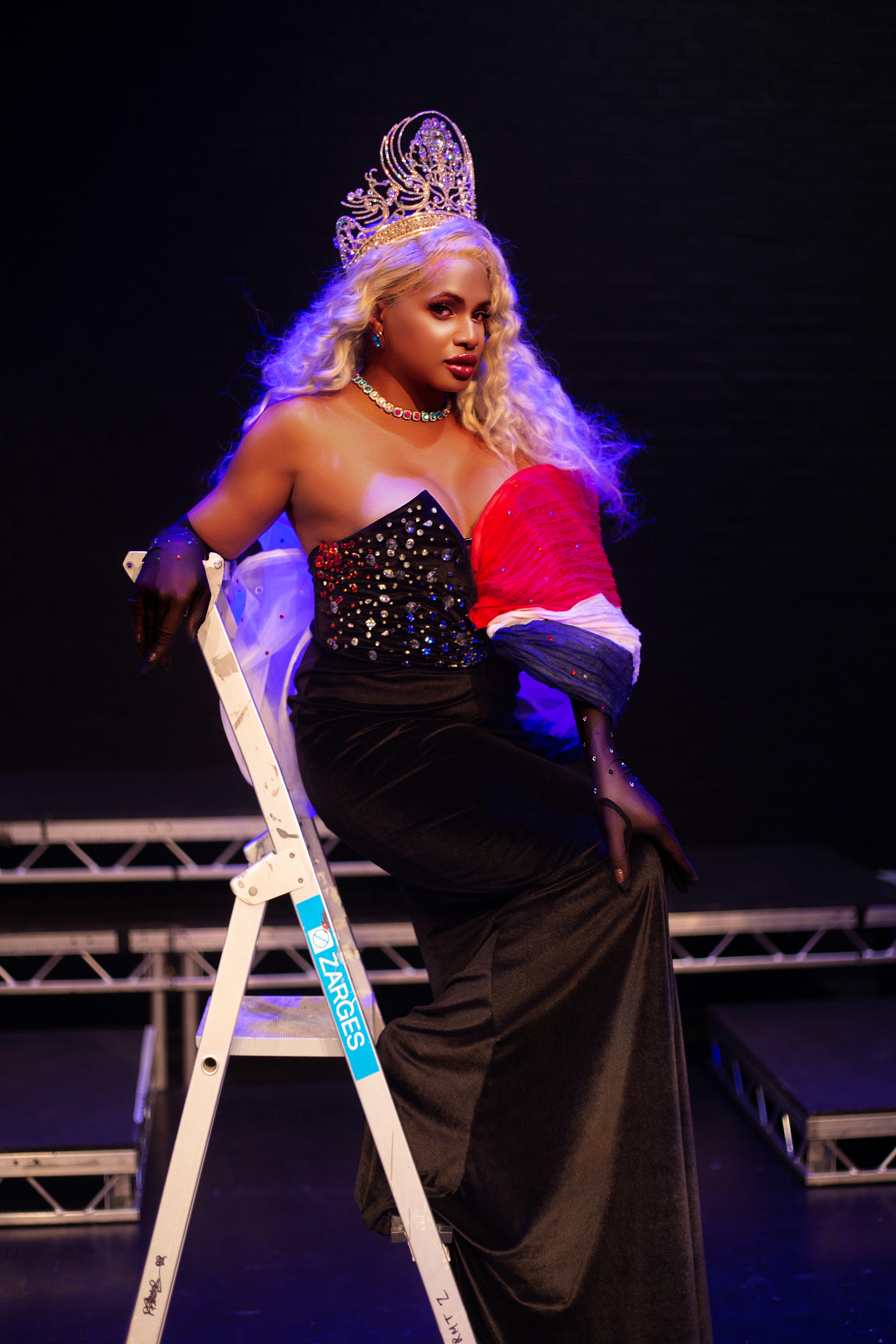
Miss Trans Global 2024 Kevhoney Scarlett France
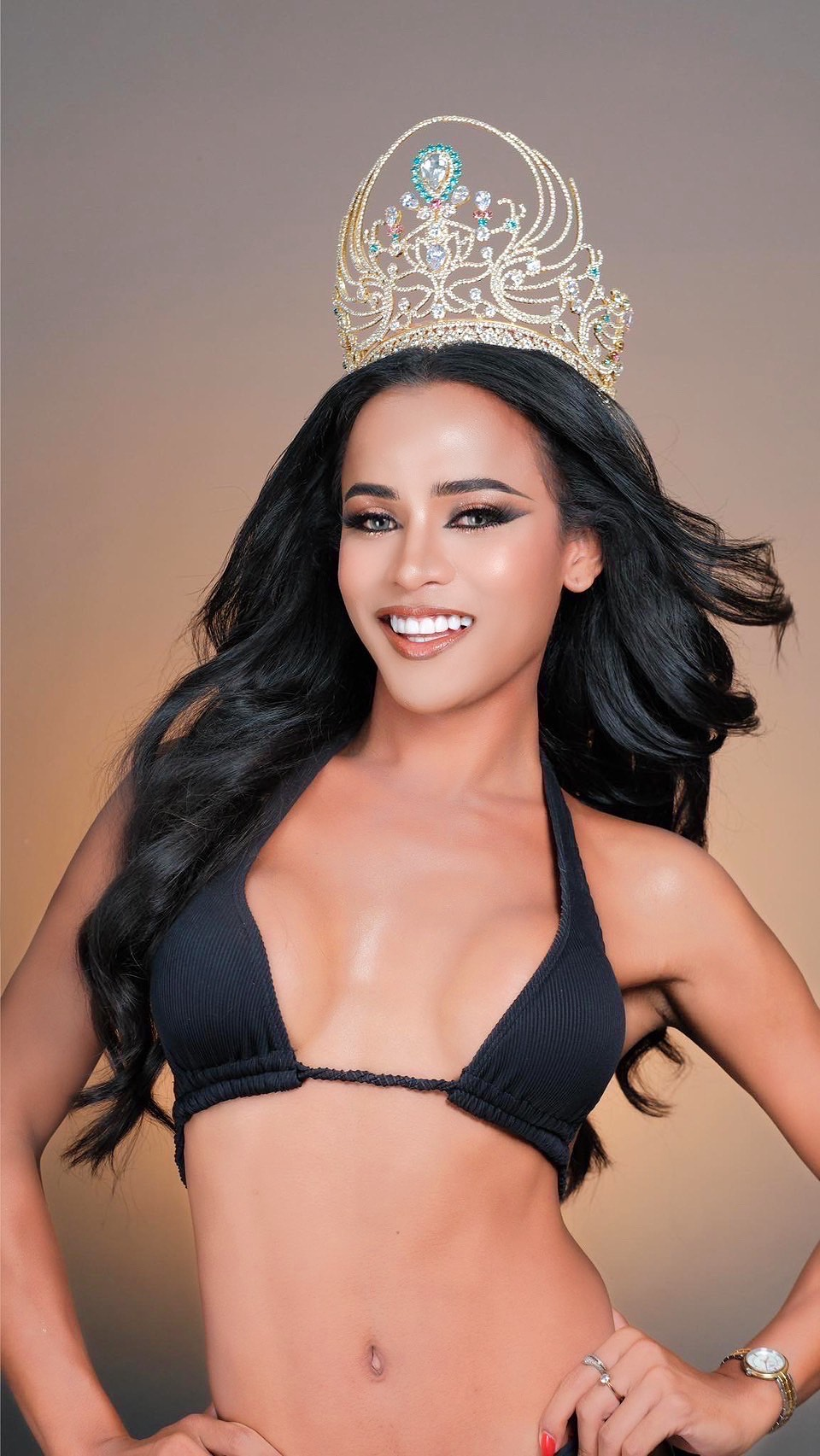
Miss Trans Global 2023 Piano Sarocha Akaros Thailand
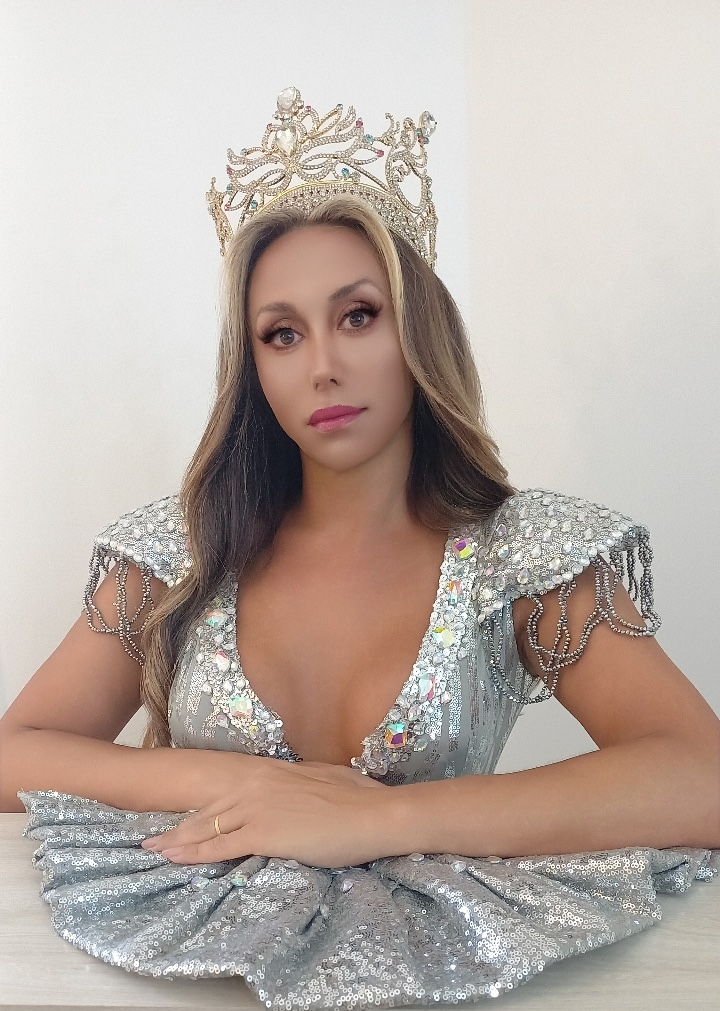
Miss Trans Global 2022 Natasha Cardoso Brazil
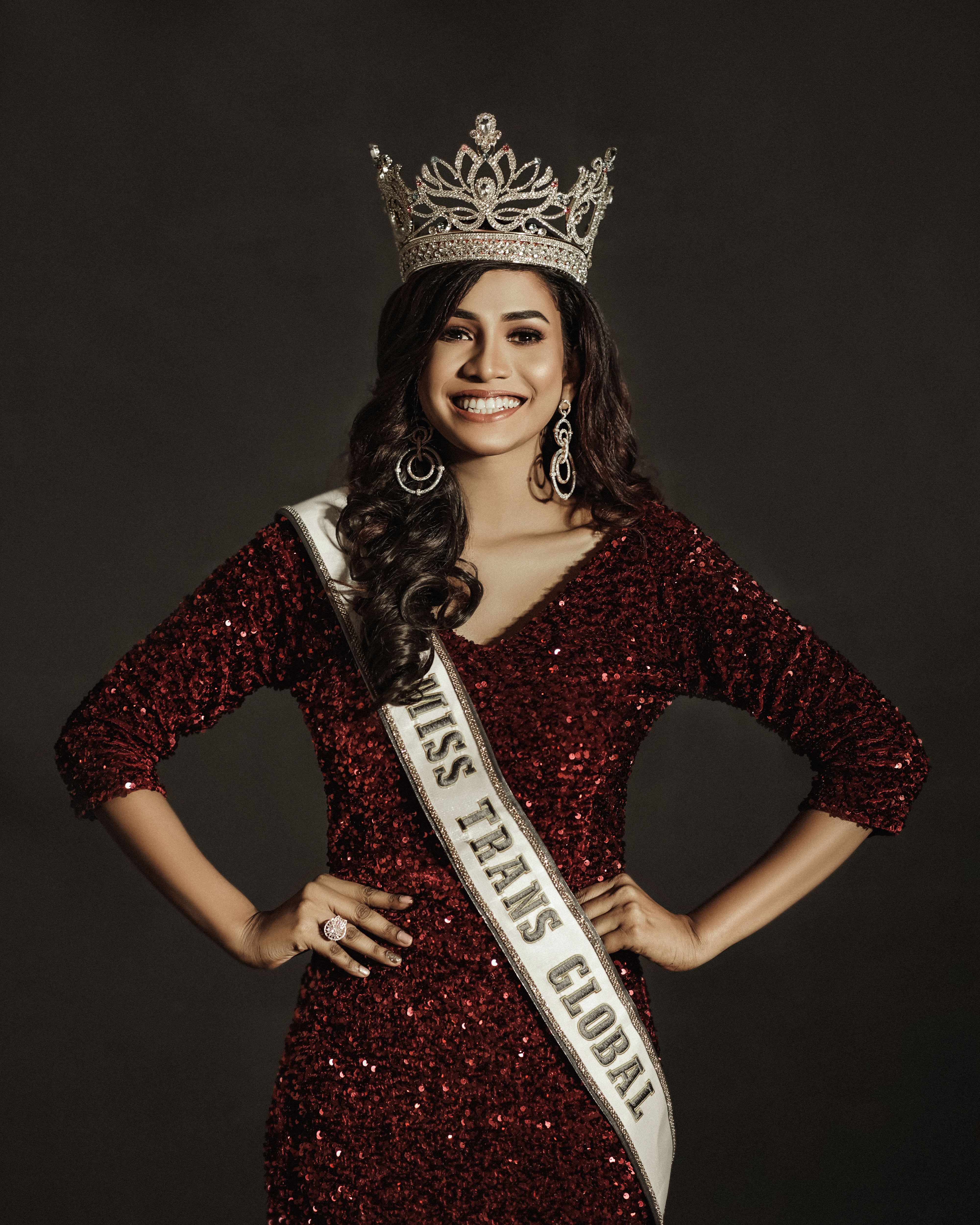
Miss Trans Global 2021 Sruthy Sithara India
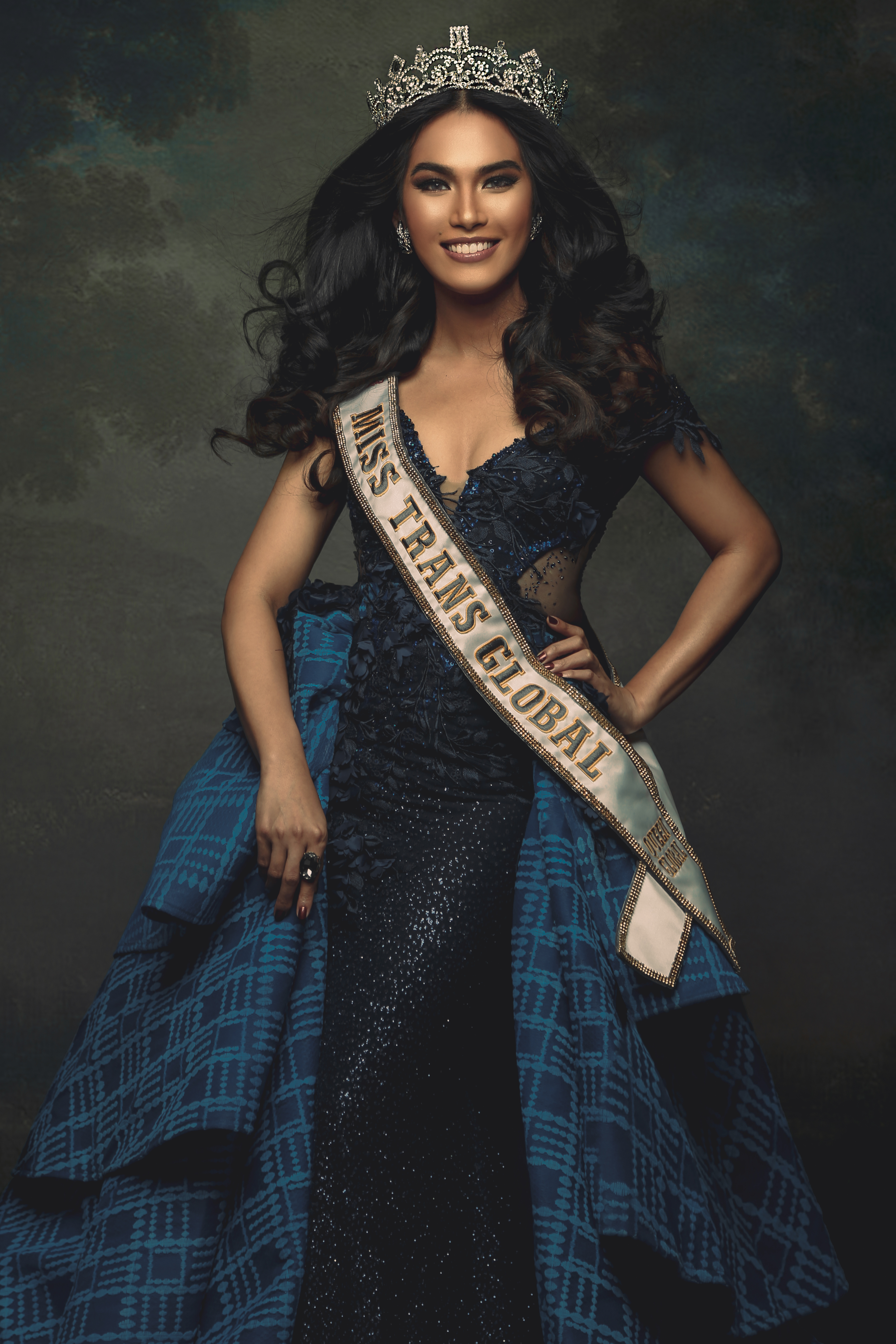
Miss Trans Global 2020 Mela Franco Habijan Philippines

## Lista de vice-campeãs
| Ano  | Miss Trans Global Diamond             | Miss Trans Global Sapphire        | Vice-campeãs                     | Vice-campeãs                            |
| Ano  | Miss Trans Global Diamond             | Miss Trans Global Sapphire        | Primeira Princesa Global         | Segunda Princesa Global                 |
| ---- | ------------------------------------- | --------------------------------- | -------------------------------- | --------------------------------------- |
| 2025 | Chelsea Page Moisés · USA             | Farmácia Pugong · Philippines     | Kyra Rose Griffin · Malaysia     | Dyosa Diwata · England                  |
| 2024 | Não premiado                          | Não premiado                      | Não premiado                     | Não premiado                            |
| 2023 | Kevhoney Scarlett · France            | Vivienne Melanie Mesias · England | Diana Dee Barrera · Canada       | Chedino Rodríguez Martín · South Africa |
| 2022 | Abi Dela Paz Orencia Sytanco · Canada | Trisha José · Netherlands         | Virgem Mariana Cortes · Colombia | Rojean Buhian · Philippines             |

| Ano  | Duquesa Global                | Marquesa Global             | Condessa Global                   | Baronesa Global                     | Vice-campeãs               | Vice-campeãs            |
| Ano  | Duquesa Global                | Marquesa Global             | Condessa Global                   | Baronesa Global                     | Primeira Princesa Global   | Segunda Princesa Global |
| ---- | ----------------------------- | --------------------------- | --------------------------------- | ----------------------------------- | -------------------------- | ----------------------- |
| 2021 | Albiean Revalde · Philippines | Viviana Santibanez · Canada | Fazelyn Ja'afar · Malaysia        | Karla Michelle-Delprado · Mauritius | Amanda Sandova · Indonesia | Lesly Quispe · Peru     |
| 2020 | Rebeckah Loveday · Australia  | Veso Dourado · Ghana        | Semakaleng Mothapo · South Africa | Danielly Drugge · Sweden            | Não premiado               | Não premiado            |

## Miss Trans Global 2023

### Resultado
| Placement                                         | Contestant                                                         |
| ------------------------------------------------- | ------------------------------------------------------------------ |
| Miss Trans Global 2023                            | Tailândia – Sarocha Akaros                                         |
| Miss Trans Global 2024 Miss Trans Global Diamante | France – Kevhoney Scarlett                                         |
| Miss Trans Global Safira                          | England – Vivienne Melanie Mesias                                  |
| Top 5                                             | Canada – Diana Dee Barrera South Africa – Chedino Rodriguez Martin |
| Continental Queens                                |                                                                    |
| Miss Trans Global Américas                        | Canada – Diana Dee Barrera                                         |
| Miss Trans Global África                          | South Africa – Chedino Rodriguez Martin                            |
| Special Awards                                    |                                                                    |
| Rainha de Copas (Escolhida pelos participantes)   | Wales – Eva Dee Jesus                                              |
| Rainha do Baile                                   | Argentina – Lucila Thompson                                        |
| Ídola Talentosa do Ano                            | Nigeria – Alexandra Etim                                           |
| Rainha das Passarelas do Ano                      | Scotland – Hardy Jat                                               |
| Rainha Ativista do Ano                            | South Africa – Chedino Rodriguez Martin                            |
| Beleza Glam do Ano                                | England – Vivienne Melanie Mesias                                  |
| Rainha Eloquente do Ano                           | Tailândia – Sarocha Akaros                                         |
| Rainha Estilosa do ano                            | France – Kevhoney Scarlett                                         |
| Melhor Traje Típico                               | Italy – Rica Gandara                                               |
| Deusa Popular do Ano                              | Canada – Diana Dee Barrera                                         |

## Miss Trans Global 2022

### Resultado
| Colocação                                           | Concorrente                           |
| --------------------------------------------------- | ------------------------------------- |
| Miss Trans Global 2022                              | Brazil – Natasha Cardoso              |
| Miss Trans Global Diamante                          | Canada – Abi Dela Paz Orencia Sytanco |
| Senhorita Trans Global Safira                       | Netherlands – Trisha Jose             |
| Primeira Princesa Global                            | Colombia – Virgen Mariana Cortes      |
| Segunda Princesa Global                             | Philippines – Rojean Buhian           |
| Terceira Princesa Global                            | Uganda – Amanda Kamanda               |
| Prêmios Especiais                                   |                                       |
| Deusa Popular do Ano                                | Canada – Abi Dela Paz Orencia Sytanco |
| Melhor Traje Nacional                               | Netherlands – Trisha Jose             |
| Rainha Estilosa do ano                              | Canada – Abi Dela Paz Orencia Sytanco |
| Rainha Eloquente do Ano                             | Colombia – Virgen Mariana Cortes      |
| Beleza Glam do Ano                                  | Philippines – Rojean Buhian           |
| Rainha Inspiradora do Ano                           | Uganda – Amanda Kamanda               |
| Supermodelo do Ano                                  | Brazil – Natasha Cardoso              |
| Guardiã do Tempo do Ano                             | Netherlands – Trisha Jose             |
| Rainha de Copas (Escolhida pelos participantes)     | Canada – Abi Dela Paz Orencia Sytanco |
| Monica Roberts, Guerreira, Diretora Nacional do Ano | Philippines – Yanyan Araña            |

## Miss Trans Global 2021

### Resultado

#### Galeria das vencedoras do Miss Trans Global 2021

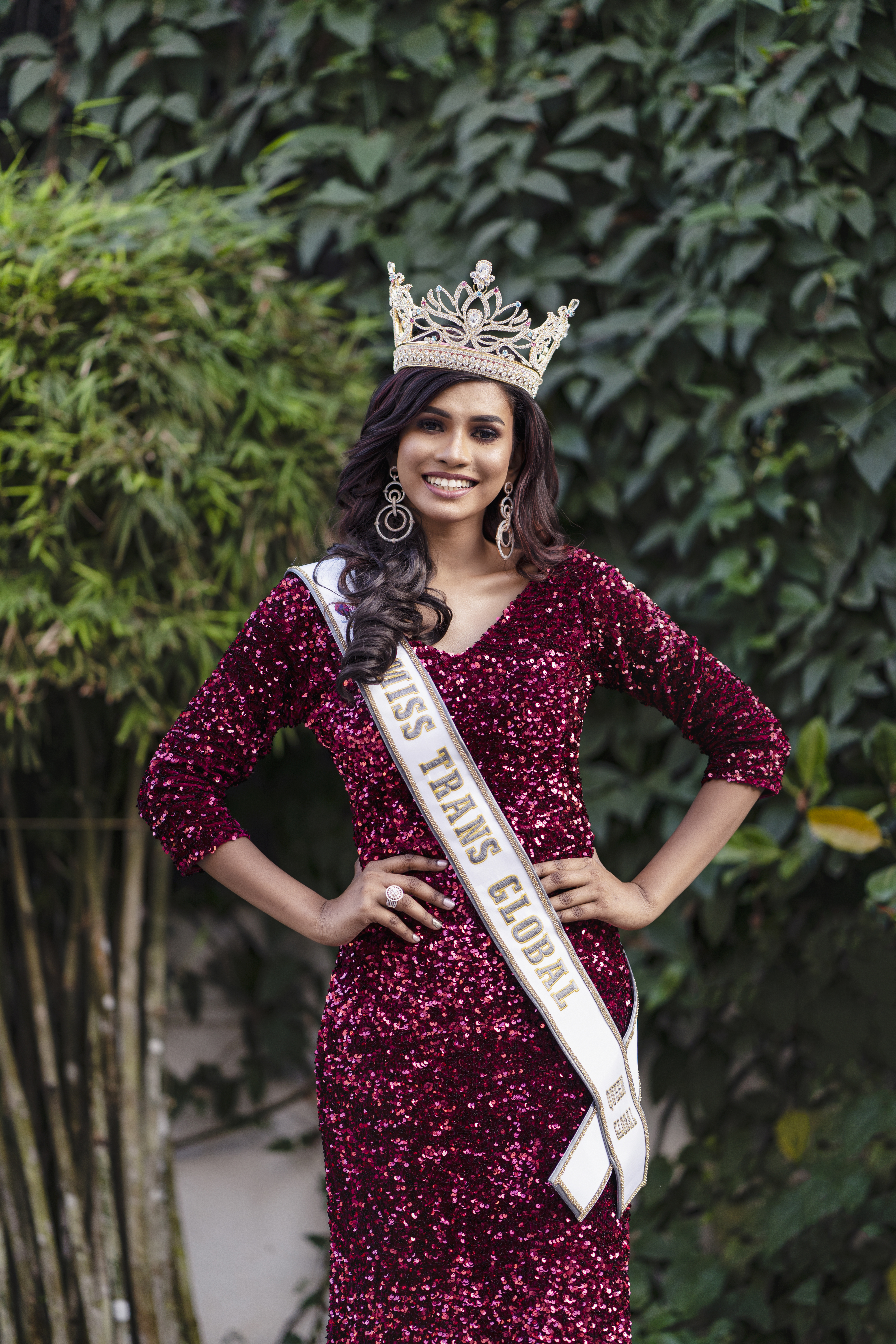
Miss Trans Global 2021 Sruthy Sithara India
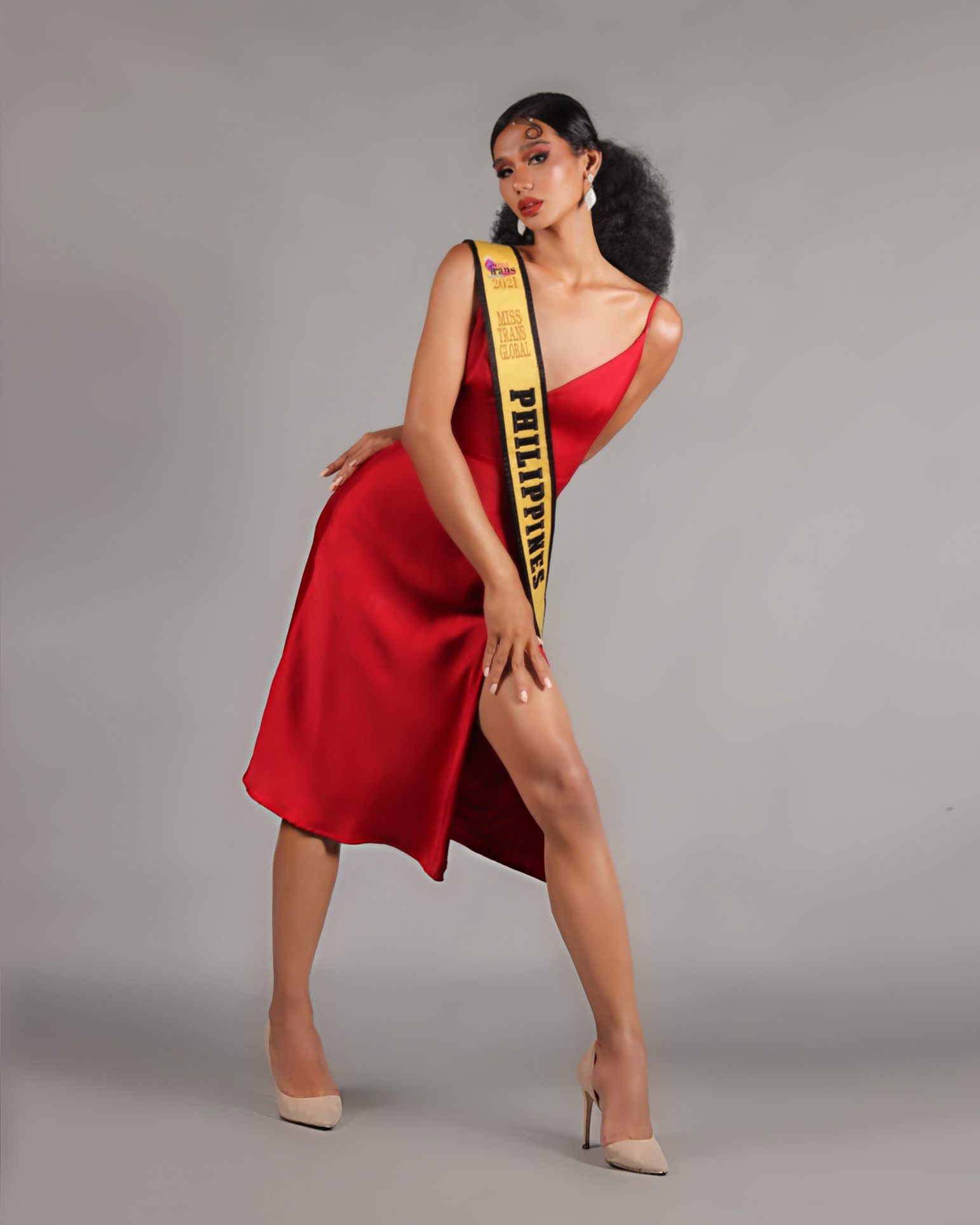
Duquesa Global 2021 Albiean Revalde Philippines
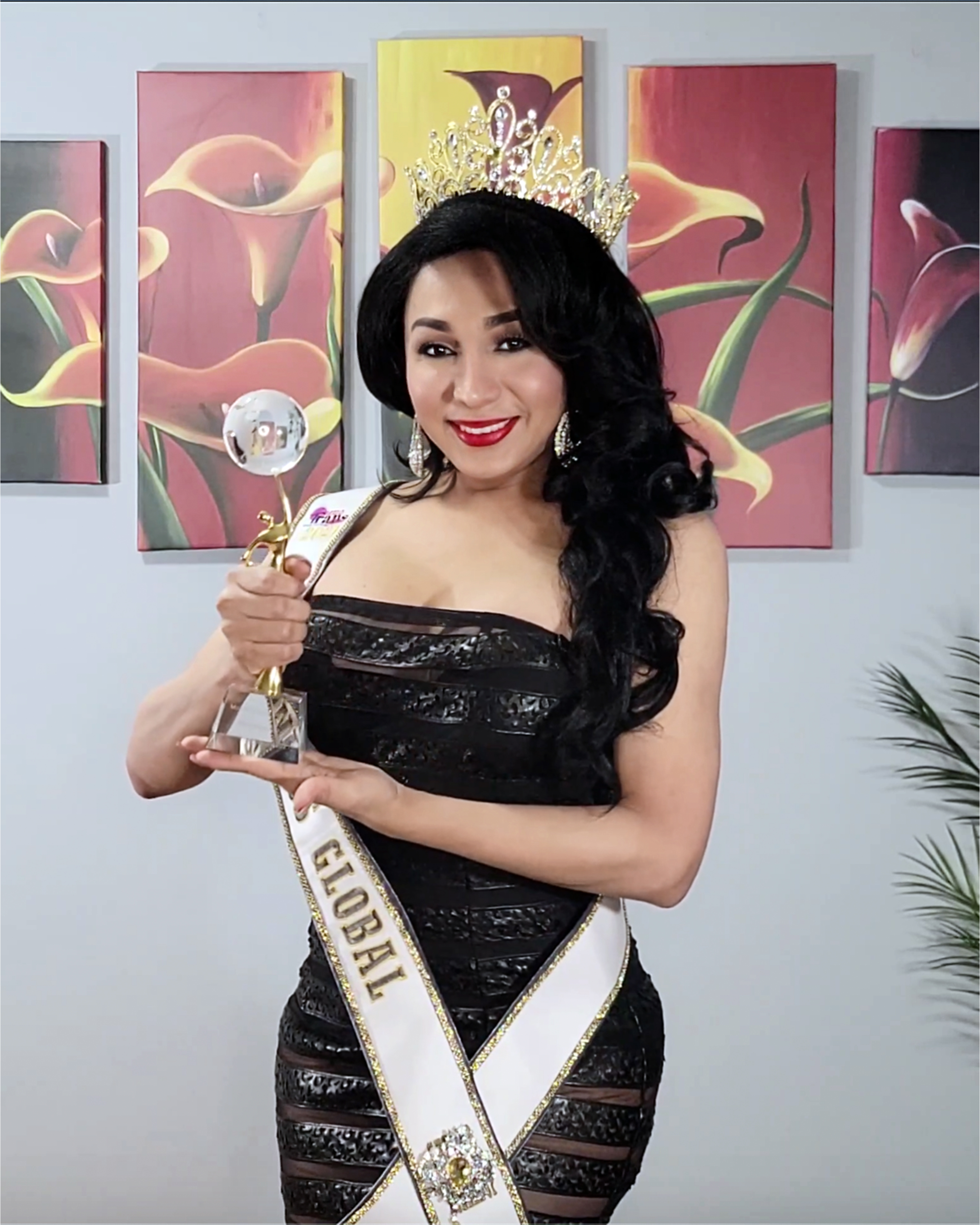
Marquesa Global 2021 Viviana Santibanez Canada
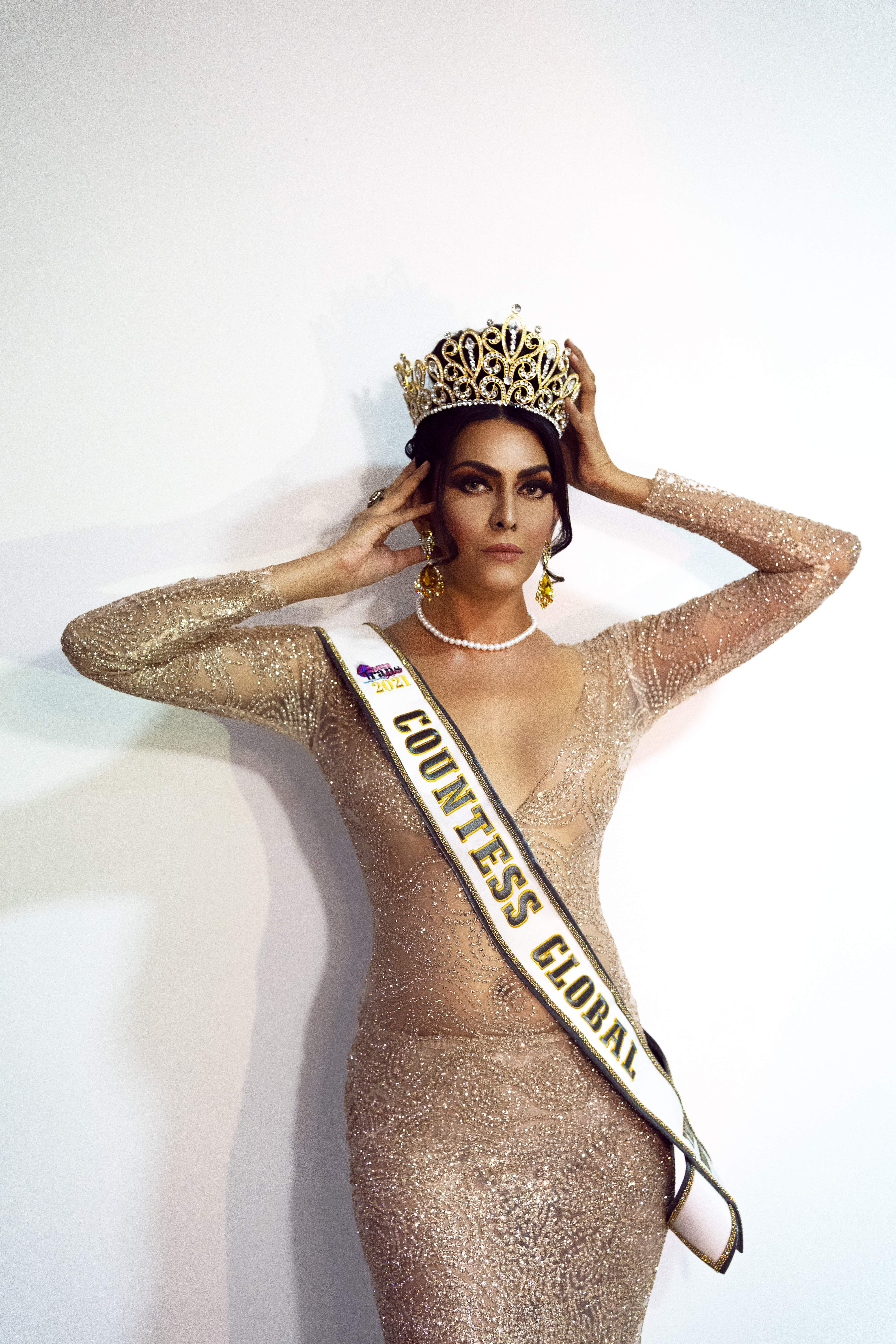
Condessa Global 2021 Fazelyn Jaafar Malaysia
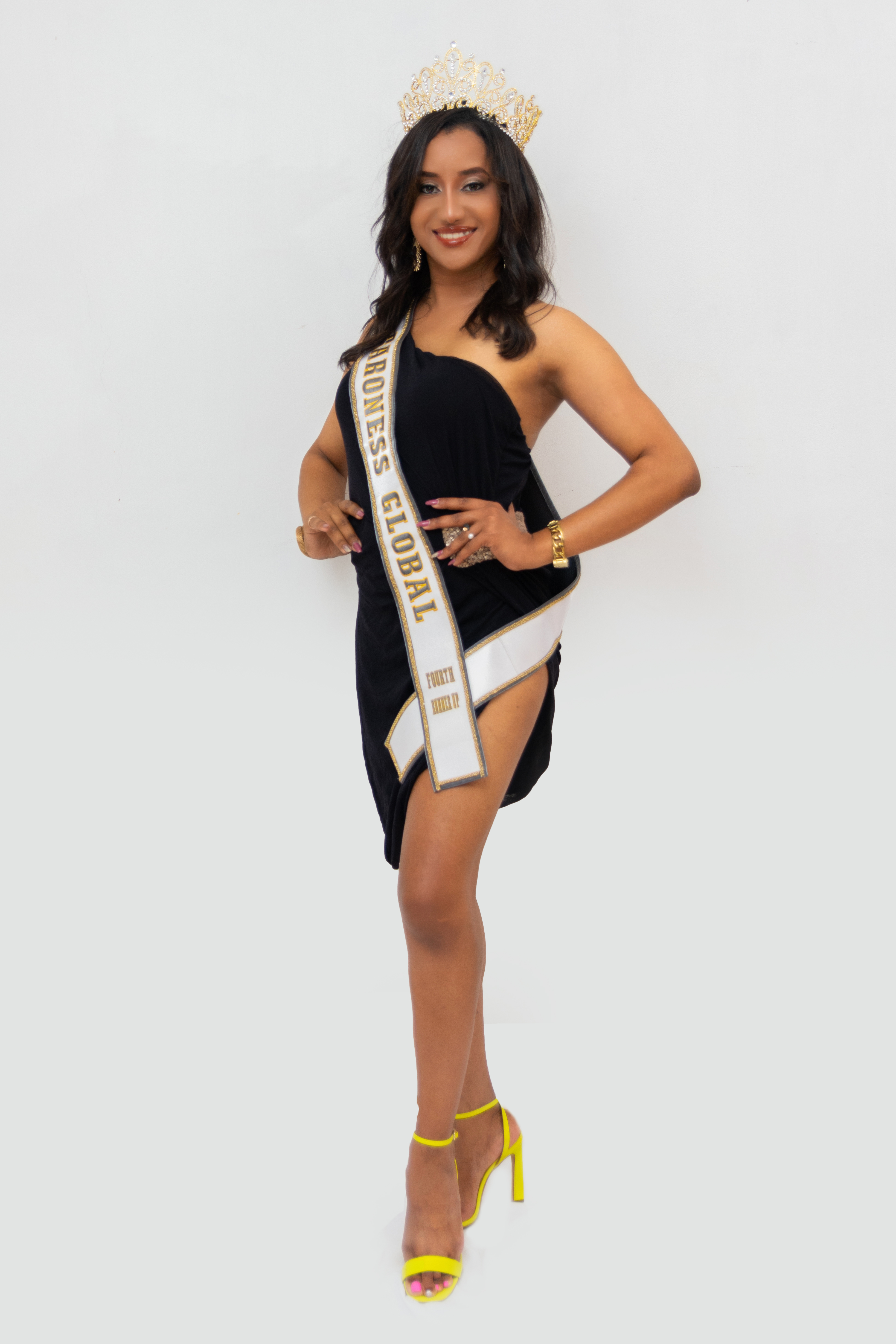
Baronesa Global 2021 Karla Michelle-Delprado Mauritius

## Miss Trans Global 2020

### Resultado
| Colocação              | Concorrente                                                                                            |
| ---------------------- | --- |
| Miss Trans Global 2020 | Philippines – Mela Franco Habijan                                                                      |
| Duquesa Global         | Australia – Rebeckah Loveday                                                                           |
| Marquesa Global        | Ghana – Veso Golden                                                                                    |
| Condessa Global        | South Africa – Semakaleng Sma Mothapo                                                                  |
| Baronesa Global        | Sweden – Danielly Drugge                                                                               |
| 10 melhores            | Philippines – Maria · Nigeria – Diva · Canada – Thalia · United States – Kamilla · Philippines – Niña  |
| 15 principais          | Australia – Amy · United States – Alhya · India – Victoria · Philippines – Aloha · Philippines – Nikki |
| Restante               | |
| Australia              | Querida                                                                                                |
| Nigeria                | Jasmim                                                                                                 |
| Uruguay                | Renata                                                                                                 |

#### Galeria das vencedoras do Miss Trans Global 2020

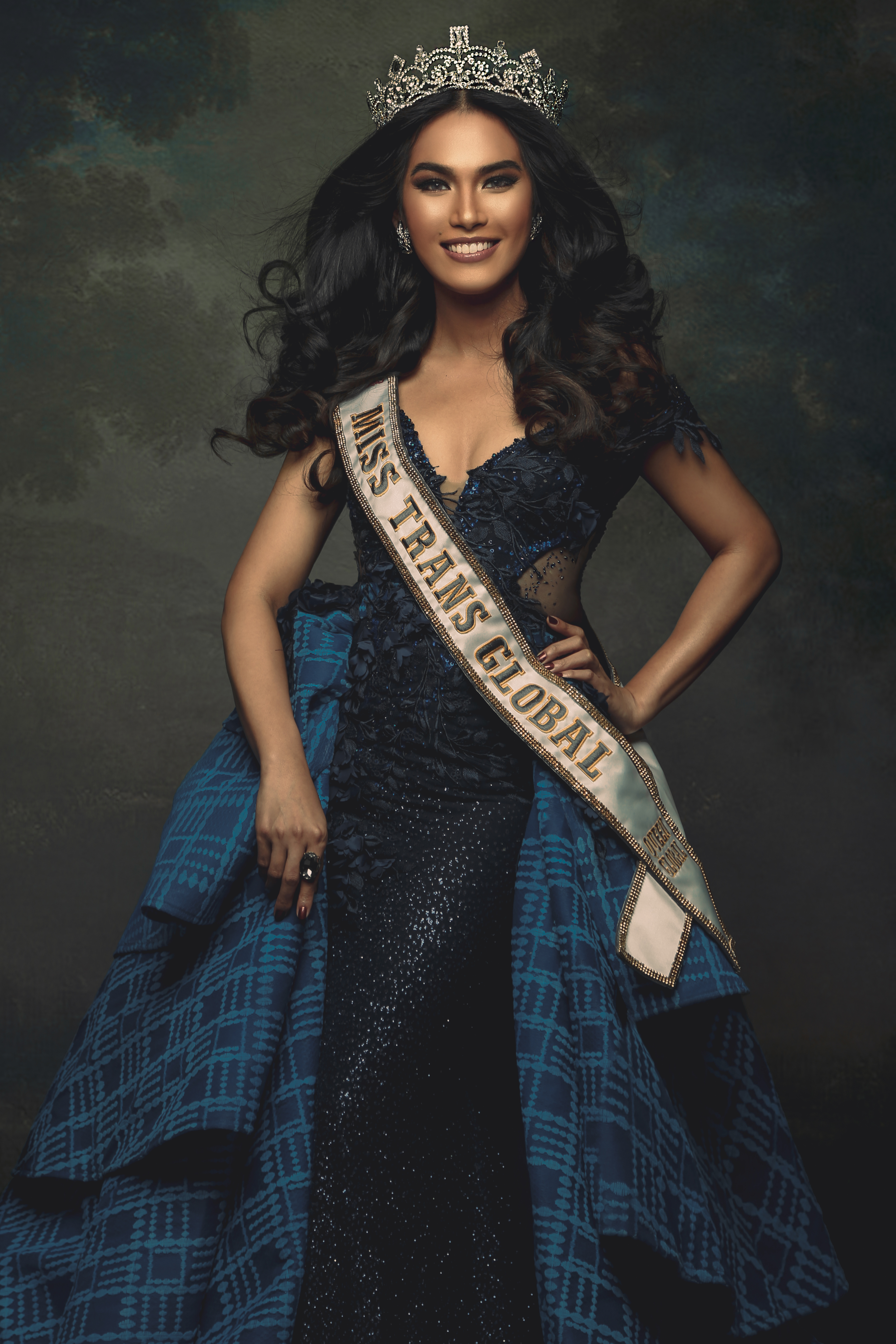
Miss Trans Global 2020 Mela Franco Habijan Philippines
Duquesa Global 2020 Rebeckah Loveday Australia
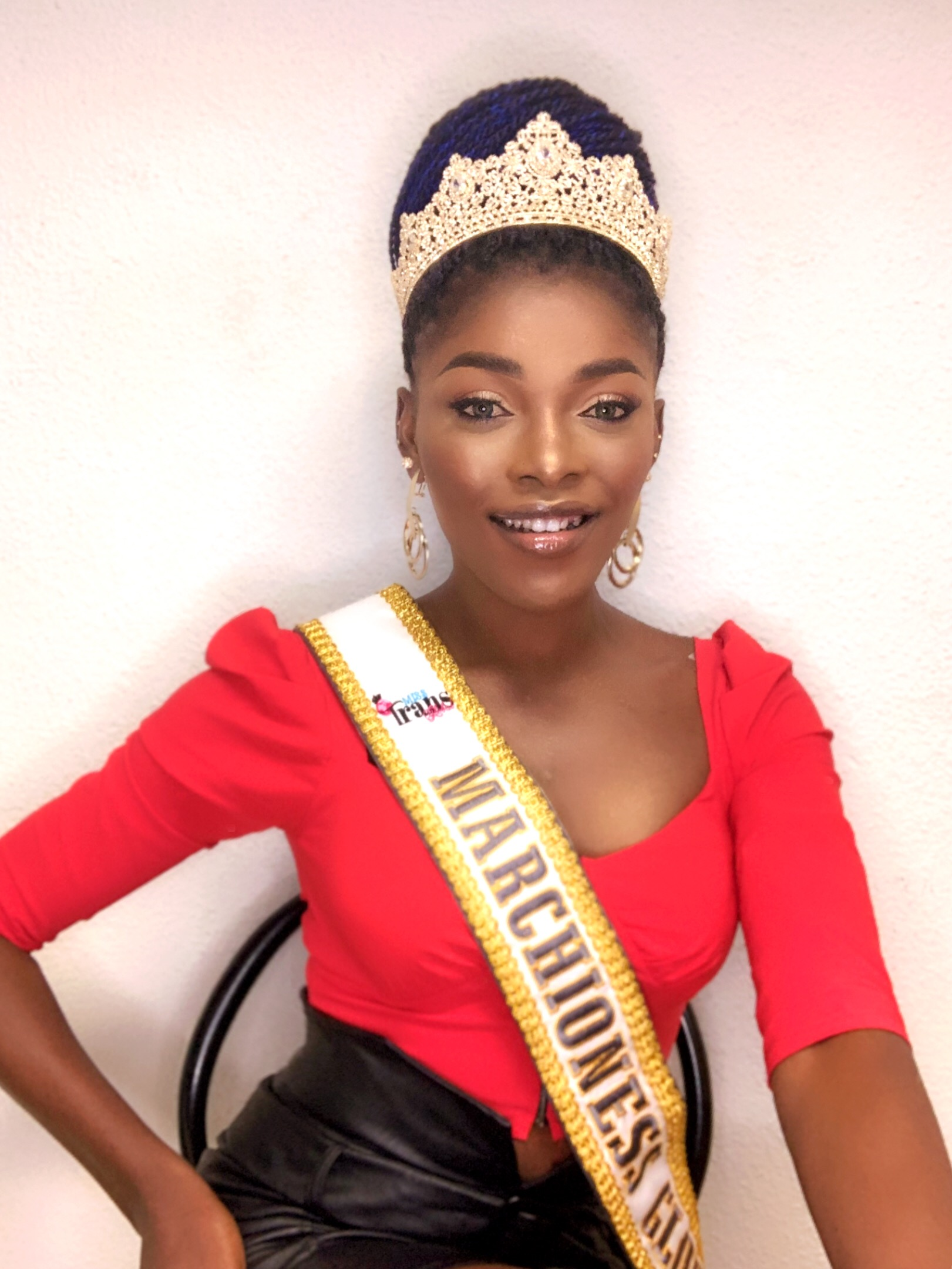
Marquesa Global 2020 Veso Dourado Ghana
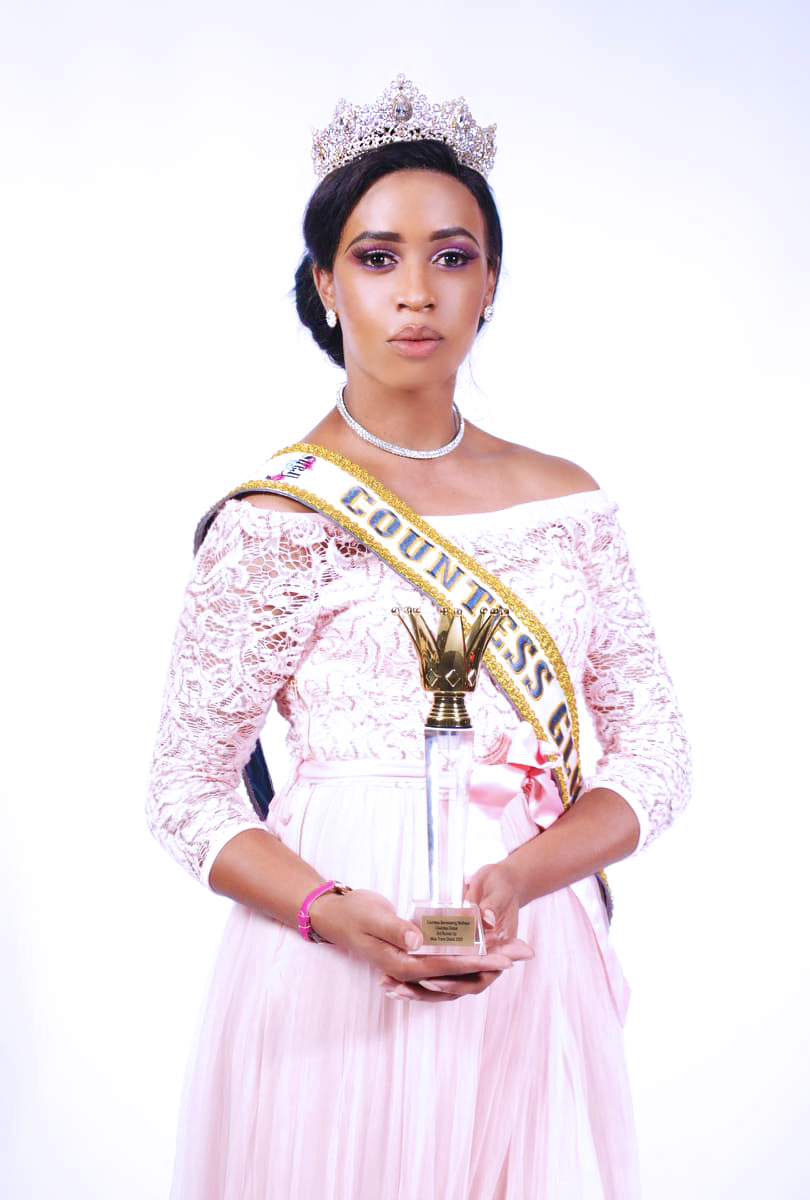
Condessa Global 2020 Semakaleng Sma Mothapo South Africa
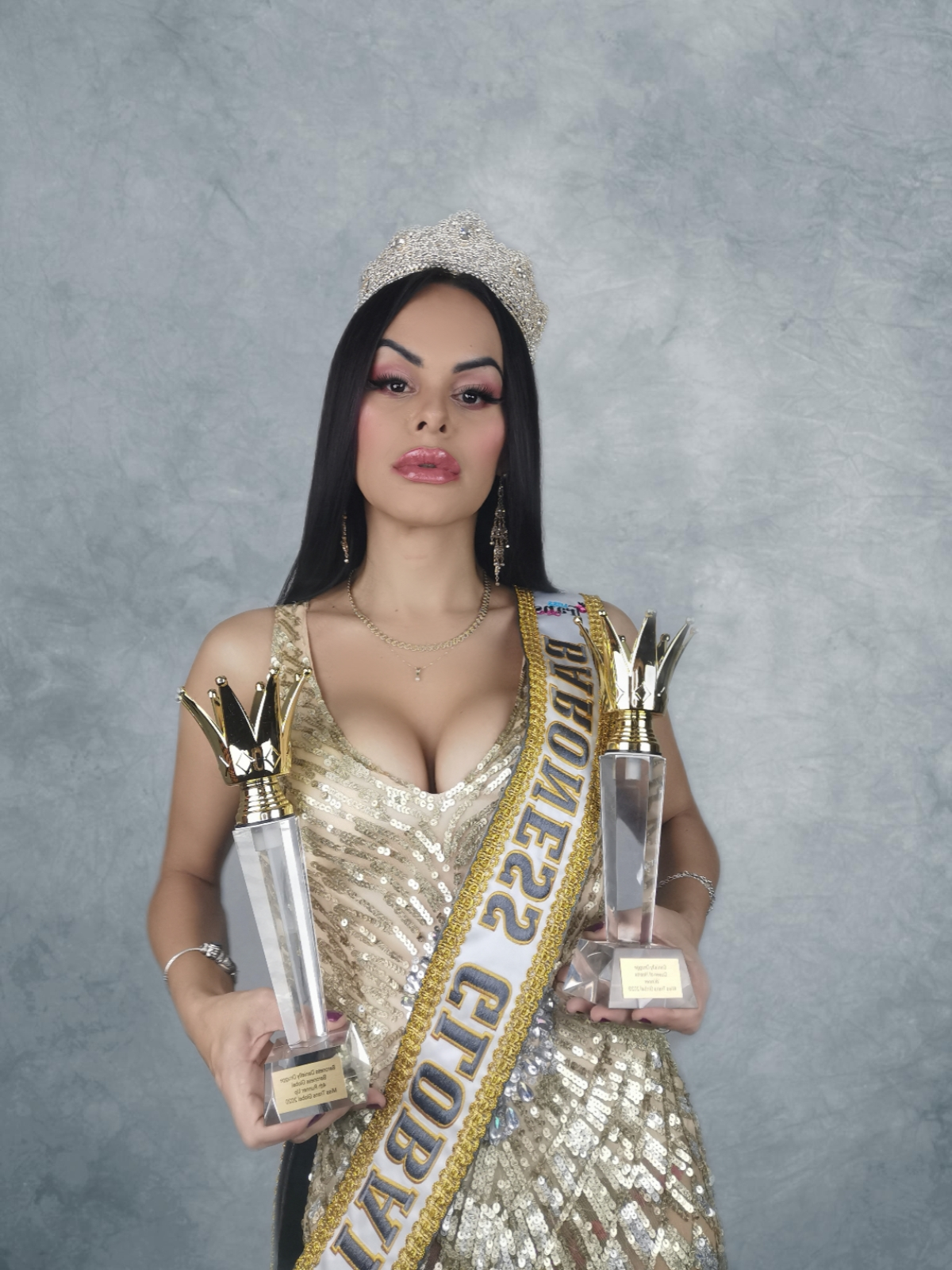
Baronesa Global 2020 Danielly Drugge Sweden